# Tõlliste
Tõlliste est un village de la commune de Valga, situé dans le comté de Valga en Estonie. Avant la réorganisation administrative d'octobre 2017, il faisait partie de la commune de Tõlliste.
En 2019, la population s'élevait à 95 habitants.